# Domingo Faustino Sarmiento
Domingo Faustino Sarmiento, född den 15 februari 1811 i San Juan, död den 11 september 1888 i Asunción i Paraguay, var en argentinsk statsman.
Sarmiento deltog 1829 på den unitariska sidan i inbördeskriget mellan unitarier och federalister och utvandrade efter Rosas och federalisternas seger till Chile. Han återvände 1836 och inrättade en flickskola i sin fädernestad, men flyttade 1840 åter till Chile och inrättade där (1842) normalskolan i Santiago, det första lärarseminariet i Sydamerika. Sarmiento verkade även som utgivare av läroböcker för undervisningens höjande och uppsatte 1843 "El progreso", den första i Santiago tryckta tidningen. Åren 1845–1847 företog han på chilenska regeringens uppdrag en resa i Europa och Förenta staterna för att studera folkskoleväsendet där. Till Argentina återvände Sarmiento 1851 och deltog 1852 i general Justo José de Urquizas resning mot diktatorn Rosas. Han utgav i Buenos Aires en pedagogisk tidskrift, blev 1857 inspektor för undervisningsväsendet, 1859 senator, 1860 undervisnings- och 1861 inrikesminister samt 1862 guvernör över San Juan. Han var argentinskt sändebud 1864–1865 i Chile och 1865-1868 i Förenta staterna. Under sin vistelse i Washington, D.C. valdes han till argentinska republikens president och tillträdde sitt ämbete i oktober 1868. Under hans ämbetstid (till 1874) slöts (1870) en förmånlig fred med Paraguay och uträttades mycket för samfärdselns förbättrande genom anläggning av järnvägar och telegraflinjer, varjämte invandringen från Europa metodiskt främjades. Sarmiento intresserade sig alltjämt livligt för skolundervisningens utveckling, och mängder av skolor anlades i skilda delar av landet, varjämte ett observatorium upprättades. Efter sin avgång från presidentposten blev Sarmiento senator och utgivare av tidningen "El censor". Vid sidan av sitt journalistiska skriftställeri utgav Sarmiento bland annat den pedagogiska programskriften De la educación popular (1848) och en biografi över Abraham Lincoln.
Asteroiden 1920 Sarmiento är uppkallad efter honom.